# It’s a Trap!
«It’s a Trap!» (с англ. — «Это ловушка!») — восемнадцатый эпизод девятого сезона мультсериала «Гриффины», длительность около 60 минут. Является пародией на фильм «Звёздные войны. Эпизод VI. Возвращение джедая». Поскольку эпизод «Blue Harvest» является пародией на фильм «Звёздные войны. Эпизод IV. Новая надежда», а «Something, Something, Something, Dark Side» на «Звёздные войны. Эпизод V. Империя наносит ответный удар», таким образом, можно сказать, что данным эпизодом «Гриффины» завершили пародирование оригинальной кинотрилогии.

## Сюжет
В данном эпизоде Питер Гриффин пересказывает своей семье сюжет фильма «Звёздные войны. Эпизод VI: Возвращение джедая».
Дарт Вейдер (Стьюи) прибывает на недостроенную Звезду Смерти, где встречается с командующим станцией (Роджер из мультсериала «Американский папаша!»).
На Татуине R2-D2 и C-3PO ищут Джаббу Хатта, чтобы спасти Хана Соло, замороженного в карбоните. Лея размораживает Хана, но Джабба захватывает их до того, как они успевают сбежать. Хан оказывается в тюремной камере с Чубаккой. Люк приходит в дворец, чтобы выкупить друзей, но падает в яму к Ранкору и убивает его. Джабба приказывает Сарлакку съесть Люка и его друзей. Люк, с поддержкой Лэндо Калриссиана, нападает на команду Джаббы. В разгар битвы Лея душит Джаббу цепями, а повстанцы захватывают корабль и улетают в безопасное место. Люк и R2-D2 направляются на Дагобу, чтобы Люк завершил обучение у Йоды, пока остальные присоединяются к мятежному флоту. На Дагобе Йода сообщает, что последняя часть обучения — встреча с Вейдером. Умирая, Йода раскрывает Люку, что у него есть сестра. Дух Оби-Вана Кеноби объясняет Люку, что его единственная родственница — принцесса Лея, и упрекает его за то, что он не осознал этого раньше, так как она — «единственная проклятая женщина в галактике».
Повстанцы планируют атаку на новую Звезду Смерти. Адмирал Акбар объясняет, что для этого необходимо сначала уничтожить генератор щита на лесной луне Эндора. Хан использует украденный Имперский корабль и старый код доступа, чтобы пройти через блокаду Империи. Вейдер позволяет им приземлиться на Луну, зная, что Люк на борту. После приземления имперские солдаты замечают повстанцев, но не сообщают об этом. Лея заводит дружбу с одним из Эвоков, в то время как Люк, Хан, Чуи и дроиды попадают в ловушку других эвоков во время поиска Леи и оказываются в деревне, где уже находится Лея. Эвоки принимают С-3PО за бога и начинают ему поклоняться. Люк сообщает Лее, что они брат и сестра, на что Лея отвечает, что знала об этом даже во время их поцелуя.
Следуя совету Йоды, Люк сдается Вейдеру, чтобы противостоять ему. Вейдер пытается склонить Люка на темную сторону, но тот отказывается. На встрече с Императором Люк видит, как его друзья попадают в ловушку. Император насмехается над актёром Сетом Грином, озвучивающим Криса, что вызывает гнев Люка. Начинается дуэль между Люком и Вейдером. На лесной луне Хан и повстанцы сталкиваются с засадой, но эвоки помогают им уничтожить генератор щитов. Люк побеждает Вейдера, но отказывается казнить его и перейти на темную сторону. Император атакует Люка молнией, но Вейдер, услышав просьбу Люка о помощи, убивает Императора. Они успевают покинуть Звезду Смерти перед её уничтожением. Однако, когда Вейдер просит снять маску, Люк случайно ломает ему шею. Все собираются в деревне Эвок, чтобы отпраздновать победу, но дух Энакина обвиняет Люка в его смерти. Рассказ заканчивается, когда Питер из «Гриффинов» завершает историю, и семья начинает спорить о том, кто из них лучше — Сет Грин или Сет МакФарлейн.

## Создание
Авторы сценария серии Дэвид Гудман и Черри Чеваправатдумронг, режиссёр — Питер Шин.
О начале работы над эпизодом было заявлено в марте 2009 года, и первоначальным названием для серии было «Episode VI — The Great Muppet Caper» (с англ. — «Эпизод VI — Большое кукольное путешествие»), но исполнительные продюсеры и автор сценария приняли решение отказаться от этого названия, чтобы избежать путаницы с фильмом «Большое кукольное путешествие» (англ. The Great Muppet Caper) (1981). Следующее название эпизода было «We Have a Bad Feeling About This», что пародировало фразу «У меня плохое предчувствие по этому поводу» (англ. I have a bad feeling about this), звучавшую во всех фильмах Саги. Однако в конечном итоге за название серии была взята «коронная фраза» Адмирала Акбара «Это ловушка!» (англ. It's a Trap!).
В качестве приглашённых знаменитостей в эпизоде были задействованы Генри Бенджамин (в роли Карла / Йоды), Ди Брэдли Бэйкер (в роли Клауса Хесслера / Адмирала Акбара), Патрик Стюарт (в роли капитана Пикара), Майкл Дорн (в роли Ворфа), Кэрри Фишер (в роли Анжелы / Мон Мотмы), Раш Лимбо (в роли ранкора), Энн Хэтэуэй, Брюс Макгилл (в роли Джона Уильямса) и Мэри Харт (камео).
Мультфильм для зрителей планировался быть представлен в мае 2010 года, но, по состоянию на конец июня 2010, он так и не вышел в эфир. Североамериканская премьера на DVD и Blu-ray Disk состоялась 21 декабря того же года. Премьера на ТВ состоялась в мае 2011 года.